# Oltay Károly
Oltay Károly (Budapest, 1881. április 8. – 1955. október 18.) magyar mérnök, műegyetemi tanár, az MTA levelező tagja.

## Pályafutása, munkássága
A Budapesti Műszaki Egyetemen 1903-ban nyert oklevelet, majd a Műegyetem Geodéziai Tanszékén Bodola Lajos tanársegéde, utóbb adjunktusa; közben hosszabb időt töltött a Potsdami Geodéziai Intézetben. 1913-tól haláláig a geodézia rendes tanára volt. Részt vett az Eötvös-féle geofizikai és felsőgeodéziai mérésekben, Sterneck-féle ingákkal az ország számos helyén határozta meg a nehézségi gyorsulás szabatos értékét. 1927-ben létrehozta a Magyar Geodéziai Intézetet, amelynek tudományos működését ő vezette. A korszerű alapvonalméréseket – invardrótos berendezéssel – ő vezette be hazánkban. 1932-től Budapest városmérésének munkatársa, majd vezetője lett. 
1945-től a háború alatt elpusztult Duna- és Tisza-hidak újjáépítésével kapcsolatos geodéziai mérések irányítója volt. Több, széles körben használatos geodéziai mérőműszert (pl. az Oltay-féle felsőrendű szintező műszert, a prizmás tachimétert stb.) ő tervezett és szerkesztett. 52 esztendős oktatói működése során mérnökök generációit nevelte fel.

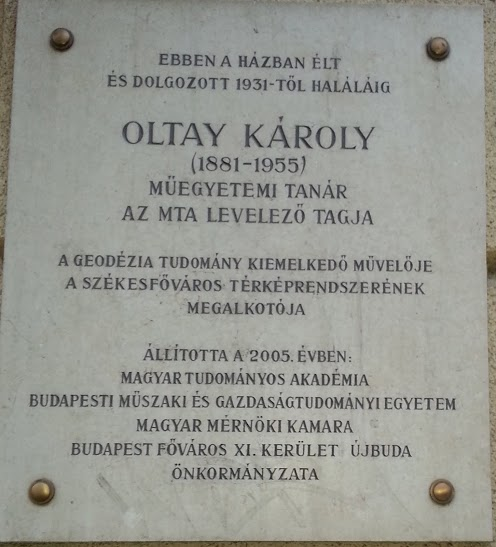
Oltay Károly emléktáblája Budapest XI. kerületében, Bartók Béla út 79.

## Főbb művei
- A geodézia elemei (1921)
- A földi és légi fotogrammetria alapelvei és műszerei (1920)
- Geodéziai egyetemi tankönyv (1951)
- A budapesti invardrótmérés (1951)